# Fermoy
Fermoy (en irlandès Mainistir Fhear Maí, "monestir dels homes de la planura") és una ciutat d'Irlanda, al comtat de Cork, a la província de Munster. El seu lema és Seasaigí Go Buan (Dempeus sempre).

## Història
El nom prové d'una abadia cistercenca fundada en el segle xiii i que fou dissolta durant la dinastia Tudor. Les terres al voltant de Fermoy foren adquirides en 1791 per l'empresari escocès John Anderson, qui va iniciar el sistema de posta a Irlanda i va dissenyar els carrers de la ciutat tal com es mantenen actualment. Els seus descendents actualment viuen a Austràlia i li han posat un nom a un vi en honor de la ciutat. Des del 2001 té un bust i una placa a la ciutat.
Des del 1797 s'hi establí una caserna de l'Exèrcit Britànic, que des del 1830 fou l'establiment militar britànic més gran d'Irlanda fins a l'establiment de l'Estat Lliure d'Irlanda el 1922. Durant la guerra guerra angloirlandesa fou escenari del primer enfrontament armat de l'Exèrcit Republicà Irlandès amb l'exèrcit britànic que acabà amb la mort d'un soldat i la crema de part de la ciutat per part dels soldats. Michael Fitzgerald, comandant de l'IRA que dirigí l'atac, fou capturat posteriorment i fou un dels primers dirigents de l'IRA mort en vaga de fam.

## Agermanaments
- Nowa Dęba
- Ploemeur (Plañvour)